# Smilax ruiziana
Smilax ruiziana är en enhjärtbladig växtart som beskrevs av Carl Sigismund Kunth. Smilax ruiziana ingår i släktet Smilax och familjen Smilacaceae. Inga underarter finns listade.